# Mus
A Mus az emlősök (Mammalia) osztályának rágcsálók (Rodentia) rendjébe, ezen belül az egérfélék (Muridae) családjába tartozó nem.

## Rendszerezés
A nembe az alábbi 5 alnem és 41 faj tartozik:
- Mus Linnaeus, 1758
  - Mus booduga Gray, 1837
  - Mus caroli Bonhote, 1902
  - Mus cervicolor Hodgson, 1845
  - Mus cookii Ryley, 1914
  - ciprusi egér (Mus cypriacus) Cucchi, Orth, Auffray, Renaud, Fabre, Catalan, Hadjisterkotis, Bonhomme & Vigne, 2006
  - Nilgiri-hegységi egér (Mus famulus) Bonhote, 1898
  - Mus fragilicauda Auffray, Orth, Catalan, Gonzalez, Desmarais, & Bonhomme, 2003
  - Mus macedonicus Petrov & Ruzic, 1983
  - házi egér (Mus musculus) Linnaeus, 1758 – típusfaj
  - Mus nitidulus Blyth, 1859
  - güzüegér (Mus spicilegus) Petényi, 1882
  - Mus spretus Lataste, 1883
  - Mus terricolor Blyth, 1851
- Nannomys Peters, 1876
  - Mus baoulei Vermeiren & Verheyen, 1980
  - kongói egér (Mus bufo) Thomas, 1906
  - Mus callewaerti Thomas, 1925
  - Gounda-folyómenti egér (Mus goundae) F. Petter & Genest, 1970
  - Mus haussa Thomas & Hinton, 1920
  - Mus indutus Thomas, 1910
  - Mus mahomet Rhoads, 1896
  - ghánai egér (Mus mattheyi) F. Petter, 1969
  - afrikai törpeegér (Mus minutoides) Smith, 1834
  - Mus musculoides Temminck, 1853
  - Mus neavei Thomas, 1910
  - Mus orangiae Roberts, 1926
  - Mus oubanguii F. Petter & Genest, 1970
  - Mus setulosus Peters, 1876
  - Mus setzeri F. Petter, 1978
  - Mus sorella Thomas, 1909
  - Mus tenellus Thomas, 1903
  - nagy törpeegér (Mus triton) Thomas, 1909
- Coelomys Thomas, 1915
  - Mus crociduroides Robinson & Kloss, 1916
  - Mus mayori Thomas, 1915
  - Mus pahari Thomas, 1916
  - Mus vulcani Robinson & Kloss, 1919
- Pyromys Thomas, 1911
  - Mus fernandoni Phillips, 1932
  - Mus phillipsi Wroughton, 1912
  - Mus platythrix Bennett, 1832
  - Mus saxicola Elliot, 1839
  - Mus shortridgei Thomas, 1914
- Bizonytalan helyzetűek:
  - Mus lepidoides (Fry, 1931)
  - †Mus narmadaensis Kotlia, Joshi & Joshi, 2011